# Золотой телёнок
«Золото́й телёнок» — сатирический роман Ильи Ильфа и Евгения Петрова, завершённый в 1931 году. В основе сюжета — дальнейшие приключения центрального персонажа «Двенадцати стульев» Остапа Бендера, происходящие на фоне картин советской жизни начала 1930-х годов, а именно Первой пятилетки. Роман перекликается с рядом произведений русской и зарубежной литературы. В числе художественных приёмов, используемых соавторами, — гипербола, гротеск, каламбур, пародия.
Роман вызвал неоднозначную реакцию в литературном сообществе. Полемика развернулась вокруг образов Остапа Бендера, оказавшегося, по мнению рецензентов, слишком обаятельным персонажем, и Васисуалия Лоханкина, в котором ряд критиков увидел карикатуру на русского интеллигента.
Произведение было опубликовано в журнале «30 дней» (1931, № 1—7, 9—12). С мая 1931 года «Золотой телёнок» печатался в парижском журнале в эмиграции «Сатириконъ». Первое отдельное издание вышло в 1932 году на английском языке в США (издательство Farrar & Rinehart, Нью-Йорк). Первое книжное издание на русском языке появилось в 1933 году.

## История создания
Замысел романа начал созревать у соавторов в 1928 году, когда в записных книжках Ильфа стали появляться краткие заготовки и заметки, свидетельствовавшие о рождении различных фабульных направлений: «Человек объявил голодовку, потому что жена ушла», «Бывший князь, ныне трудящийся Востока», «Всемирная лига сексуальных реформ». При этом литературовед Лидия Яновская, занимавшаяся изучением блокнотов Ильфа, отметила, что из-за отсутствия подобных записей у Евгения Петрова история творческих исканий авторов «пока может быть освещена только односторонне».
Непосредственная работа над произведением началась в 1929 году. Для сбора рукописных листов соавторы использовали папку-скоросшиватель с заголовком «Дело № 2», на картонной обложке которой написали возможные названия будущего произведения: «Бурёнушка», «Златый телец», «Телята», «Телушка-полушка». Среди предварительных вариантов заголовка фигурировал и «Великий комбинатор».
Изначальная версия романа значительно отличалась от итоговой: судя по наброскам плана, сделанного Ильфом, Бендер, «воскресший» после гибели в «Двенадцати стульях», должен был заняться поисками молодой наследницы миллионного состояния, оставленного ей погибшим американским солдатом. В процессе работы этот вариант был забракован, и «источником добываемого богатства» стал незаметный сотрудник счётно-финансового отдела Александр Иванович Корейко. Зосе Синицкой, согласно предварительным задумкам, отводилась роль сотрудницы конторы «Рога и копыта»; в финале произведения девушка должна была стать женой Остапа, оставившего ради любимой свои авантюрные проекты. Эта сюжетная линия была изменена в 1931 году, когда «Золотой телёнок» уже печатался на страницах журнала «30 дней».
Первая часть романа была написана в августе 1929 года достаточно быстро — в течение трёх недель. Дальнейшая работа осложнилась двумя обстоятельствами: во-первых, у авторов скопилось много невыполненных поручений, связанных с их журналистской деятельностью; во-вторых, Ильф в этот период пытался реализовать себя как фотохудожник. Вспоминая о времени, застопорившем развитие сюжета, Евгений Петров «с комической грустью» рассказывал: «Было у меня на книжке восемьсот рублей, и был чудный соавтор. Я одолжил ему мои восемьсот рублей на покупку фотоаппарата. И что же? Нет у меня больше ни денег, ни соавтора. Он только и делает, что снимает, проявляет и печатает». В 1930 году писатели вернулись к роману.

Писать было трудно, денег было мало. Мы вспоминали о том, как легко писались «12 стульев», и завидовали собственной молодости. Когда садились писать, в голове не было сюжета. Его выдумывали медленно, упорно. Идея денег, не имеющих моральной ценности. — Евгений Петров

## Публикация
Публикация первой части «Золотого телёнка» началась в январе 1931 года, когда Ильф и Петров ещё работали над заключительными главами романа. Предполагалось, что, как и в ситуации с «Двенадцатью стульями», непосредственно за журнальной версией последует издание отдельной книги. Однако выход книжного варианта сопровождался определёнными сложностями. Если издатели США, Англии, Германии, Австрии достаточно оперативно отреагировали на появление новой истории о похождениях великого комбинатора, то в Советском Союзе выпуск книжного варианта задерживался. Причиной такой медлительности, по мнению литературоведа Якова Лурье, стали отзывы некоторых рецензентов (в том числе Анатолия Луначарского), увидевших в новом произведении Ильфа и Петрова признаки «опасного сочувствия авторов Остапу Бендеру».
В 1932 году писатели обратились за содействием к Александру Фадееву, входившему в оргкомитет по созданию Союза писателей СССР и имевшему определённое влияние в издательских кругах. Бывший идеолог РАППа в ответ объяснил, что Главлит не видит необходимости в выпуске отдельной книги, потому что сатира в их новом произведении «всё-таки поверхностна». В письме, адресованном соавторам, Фадеев отметил: «Плохо ещё и то, что самым симпатичным человеком в Вашей повести является Остап Бендер. А ведь он же — сукин сын». Свидетельством того, что «Золотой телёнок» не вызывает доверия у коллег, стала статья, опубликованная в февральском номере «Журналиста» за 1932 год; её авторы — сотрудники «Крокодила» — отмечали, что Ильф и Петров «находятся в процессе блужданий и, не сумев найти правильной ориентировки, работают вхолостую».
По свидетельству Виктора Ардова, выход отдельного издания произошёл благодаря вмешательству вернувшегося в СССР Максима Горького, который обратился к наркому просвещения РСФСР Андрею Бубнову с просьбой «принять роман к изданию». В 1933 году книжный вариант на русском языке наконец увидел свет, однако это «официальное признание» не избавило писателей от критики: в вышедшем годом позже 8-м томе Литературной энциклопедии автор статьи о Петрове Алексей Селивановский отметил, что в «Золотом телёнке» отсутствует «глубокое раскрытие классовой враждебности Бендера».

## Сюжет
Роман состоит из трёх частей. Действие первой, озаглавленной «Экипаж „Антилопы“», начинается в кабинете председателя исполкома города Арбатова, куда Остап Бендер приходит под видом сына лейтенанта Шмидта. Попытка извлечь финансовую выгоду из мнимого родства с революционным деятелем едва не заканчивается провалом: в момент получения денег появляется второй «сын лейтенанта» — Шура Балаганов. Вскоре авантюристы, названные авторами «молочными братьями», знакомятся с водителем собственного автомобиля Адамом Козлевичем. Герои решают отправиться в Черноморск, где, по заверениям Балаганова, живёт настоящий советский миллионер. Этот состоятельный гражданин должен, согласно замыслу великого комбинатора, добровольно отдать ему деньги. На выезде из Арбатова число пассажиров увеличивается: к попутчикам присоединяется третий «сын Шмидта» — Паниковский. Маршрут, по которому следуют путешественники, частично совпадает с линией автопробега «Москва — Харьков — Москва». Оказавшись впереди головной машины, герои на некоторое время обеспечивают себя бензином и провизией, выдавая себя за участников пробега. После череды приключений они въезжают в город, где живёт «подпольный Рокфеллер».
Во второй части, названной «Два комбинатора», рассказывается о противостоянии Остапа Бендера и Александра Ивановича Корейко — скромного служащего, который хранит в специальном чемоданчике десять миллионов рублей, добытых с помощью многочисленных финансовых махинаций. Для приведения оппонента в смятение Бендер использует разные методы. Когда все попытки уязвить Корейко проваливаются, Остап для прикрытия своих деяний основывает контору «Рога и копыта» и приступает к детальному изучению биографии миллионера. Заведённая Бендером папка с надписью «Дело А. И. Корейко» постепенно заполняется компрометирующим материалом, и после долгого торга Александр Иванович соглашается купить все находящиеся в ней документы за миллион рублей. Но передача денег срывается: во время проходящих в городе учений по противодействию газовой атаке Корейко смешивается с толпой людей в противогазах и исчезает.
О том, где скрывается Корейко, Бендер узнаёт от Зоси Синицкой: во время прогулки девушка, за которой когда-то ухаживал миллионер, упоминает о полученном от него письме. Александр Иванович сообщает, что работает табельщиком в поезде, укладывающем рельсы. Эта информация заставляет Остапа возобновить погоню за богатством. В пути автомобиль Козлевича терпит аварию. Движение пешком отнимает у героев много сил. Обнаружив, что Паниковский исчез, соратники отправляются на его поиски и находят Михаила Самуэлевича мёртвым. После его похорон компаньоны расстаются.
В третьей части романа, озаглавленной «Частное лицо», великий комбинатор отправляется к месту новой работы Корейко — на Восточную магистраль. Встреча оппонентов происходит в Северном укладочном городке. Понимая, что сбежать от Бендера через пустыню не удастся, Александр Иванович отдаёт ему деньги. Их получение Остап сопровождает фразой: «Сбылись мечты идиота!» После ряда безуспешных попыток потратить миллион герой решает начать «трудовую буржуазную жизнь» за границей. Однако вся подготовительная работа, включавшая покупку валюты, золота и бриллиантов, оказывается напрасной: деньги и драгоценности Бендера отбирают румынские пограничники. Лишённый богатства великий комбинатор возвращается на советский берег.

## Герои романа

### Остап Бендер
В «Двенадцати стульях» действие происходит в 1927 году, в «Золотом телёнке» — в 1930-м. За сравнительно недолгий период, отделяющий романы друг от друга, главный герой очень изменился. Как заметил литературовед Игорь Сухих, преображения коснулись даже возраста: если в первом произведении Бендер характеризует себя как мужчину двадцати семи лет, «ровесника века», то во втором речь идёт уже о «возрасте Иисуса Христа»: «Мне тридцать три года… А что я сделал до сих пор? Учения я не создал, учеников разбазарил, мёртвого Паниковского не воскресил».
По наблюдению исследователей, поменялся и характер Бендера: в истории с поиском «бриллиантового стула» он выглядит просто как «мелкий жулик», «грубоватый авантюрист», «босяк и пройдоха», тогда как во время противостояния с миллионером Корейко перед читателями предстаёт другой Остап — «сентиментально-расслабленный, романтически-возвышенный» и гораздо более импозантный. В разговорах он упоминает Спинозу и Руссо, демонстрирует знакомство с мировой музыкой и живописью.

Остап не потерял весёлого любопытства к жизни. Ещё в большей степени, чем прежде, он готов остановиться, чтобы понаблюдать интересное явление, он любит знакомиться с занятными людьми. И в то же время он как бы устал, сделался мудрее, в богатой его иронии затаилось грустное разочарование, а некогда бездумно-весёлый взгляд на жизнь всё чаще уступает место взгляду с усмешкой.
— Лидия Яновская
Авторы не рассказывают о том, что произошло в жизни Бендера во время трёхлетнего «интервала» между романами; его прошлое в обоих произведениях остаётся туманным, и это даёт исследователям основание назвать героя «человеком без биографии». Остап появляется в Арбатове «в фуражке с белым верхом» и движется пешком, с интересом рассматривая «место предстоящего действия»; точно так же, по словам Юрия Щеглова, входили в города и другие литературные персонажи «высокого демонического типа» — граф Монте-Кристо и Воланд.
Афоризмы
- Нет, это не Рио-де-Жанейро, это гораздо хуже.
- Сейчас состоится вынос тела.
- Я бы взял частями. Но мне нужно сразу.
- Я подаю только по субботам.
- Командовать парадом буду я!
- Сбылись мечты идиота!
- Придётся переквалифицироваться в управдомы[16].

О близости Бендера к герою булгаковского романа упоминал и Яков Лурье, считавший, что Остап с соратниками относится к Корейко так же, как мессир и его свита — к обитателям «нехорошей квартиры» и Театра Варьете. Одновременно в великом комбинаторе обнаруживаются плутовские черты и заметное сходство с героями Мольера, Марка Твена, О. Генри; в иных ситуациях он напоминает персонажа Чарли Чаплина. При этом, несмотря на некоторое «мрачное величие», великий комбинатор остаётся живым человеком, способным на сильные чувства. Так, в момент получения миллиона он последовательно переживает несколько эмоциональных этапов: весёлое удивление сменяется лёгкой печалью; затем настаёт период недоумения от того, что мир не перевернулся; наконец, сожаление, что все испытания позади, уступает место скуке. Подобное чередование настроений сближает Командора ещё и с романтическими персонажами, например, с «героями лермонтовской лирики».
В конце романа Бендер теряет всё. Литературоведы по-разному расценивают его попытку к бегству и вынужденное возвращение в СССР. Игорь Сухих видит в финальных сценах демонстрацию того, что вечному страннику Остапу нет места в этом мире. По мнению Якова Лурье, герой, несмотря на все утраты, оказывается «моральным победителем»; именно эта внутренняя свобода человека, способного иронично сказать «Не надо оваций! Графа Монте-Кристо из меня не вышло! Придётся переквалифицироваться в управдомы!», настораживала рецензентов 1930-х годов и затягивала издание отдельной книги.

### Паниковский
В образе «человека без паспорта» Михаила Самуэлевича Паниковского совмещены черты разных литературных персонажей. Одним из его «собратьев» является герой «Двенадцати стульев» отец Фёдор Востриков, которого с Паниковским сближает «тема бунта маленького человека». В то же время в речи Михаила Самуэлевича присутствует одесско-еврейский колорит, свойственный героям Исаака Бабеля и Шолом-Алейхема: это особенно заметно во время разговоров с Шурой Балагановым: «Поезжайте в Киев и спросите там, что делал Паниковский до революции… И вам скажут, что до революции Паниковский был слепым».
По словам Юрия Щеглова, судьба этого героя раскрывается уже при его первом появлении на страницах романа. Глядя, как Паниковский под видом очередного «сына лейтенанта Шмидта» проникает в кабинет председателя исполкома, Бендер предлагает снять шляпы, потому что следом должен состояться «вынос тела». Основные тематические мотивы («земля», «физическая расправа», «малопочтенная старость и смерть», «претензии на респектабельность»), связанные с сюжетной линией Паниковского, заявлены именно в этом эпизоде; в дальнейшем они только развиваются и повторяются.
Михаил Самуэлевич, являющийся, по мнению Якова Лурье, своеобразным двойником Бендера, уходит из жизни в главе «Три дороги». Во время его похорон Остап произносит надгробную речь, в которой пародируется стилистика выступлений номенклатурных работников и партийных лидеров: «Был ли покойный нравственным человеком? Нет, он не был нравственным человеком»:

Пародийность речи Остапа очевидна, но за пародийным «осудительным» смыслом здесь ощущается иной, более глубокий. Говоря о Паниковском, Остап явно имеет в виду и себя самого. Он тоже обладает «вспыльчивым характером», делающим неразрешимым противоречие между ним и обществом. Эпитафия Паниковского — это и эпитафия Остапа Бендера— Яков Лурье

### Шура Балаганов и «дети лейтенанта Шмидта»
Бендер знакомится с Шурой (в первой версии романа — с Шуркой) в арбатовском исполкоме, куда оба персонажа приходят под видом сыновей руководителя Севастопольского восстания. Амплуа «дети лейтенанта Шмидта» — вымысел Ильфа и Петрова, однако сама тема была подсказана жизнью. В 1920-х годах по стране перемещались самозванцы, выдававшие себя за родственников известных людей. Связанные с ними криминальные сюжеты нашли отражение в литературе и журналистских расследованиях. Так, в фельетоне Михаила Булгакова «Лжедмитрий Луначарский» рассказывалось о мнимом брате наркома просвещения РСФСР, который, появившись в провинциальном учреждении, получил там одежду и деньги. Журналист Лев Сосновский опубликовал статью «Знатный путешественник», герой которой представлялся в исполкомах Ялты, Новороссийска и других городов партийным деятелем Файзуллой Ходжаевым. Прозаик Илья Кремлёв, написавший основанную на документальном материале повесть «Сын Чичерина», вспоминал, что аферисты, специализировавшиеся на семейных связях, как правило, имели при себе подложные мандаты и удостоверения. О более ранних «корпорациях жуликов» рассказывал в книге «Москва и москвичи» Владимир Гиляровский: по его словам, «нищие-аристократы», чтобы не пересекаться во время «работы», брали атласы-календари и распределяли между собой улицы и дома города.
Балаганов относится к числу самых «детских» соратников Бендера. Обладатель «молодецкой внешности», постоянно держащий в руках сладкую «трубочку», он отличается крайней наивностью и считает, что земля плоская. Остап на протяжении всего романа поучает своего «молочного брата», однако мечта перевоспитать Шуру остаётся несбыточной.
В третьей части романа великий комбинатор вручает Балаганову 50 000 рублей, сопровождая выдачу денег словами об открывающихся перед Шурой «вратах великих возможностей». Но большие деньги не избавляют Балаганова от прежних привычек: его уводят в милицию после кражи в переполненном трамвае. Этот вид транспорта «с его уплотнённостью и стиснутостью» наряду с коммунальными квартирами и очередями был одним из атрибутов жизненного уклада 1920-х — 1930-х годов. Трамвай пришёл на смену аллегорической «карете прошлого» и в советской литературе первой трети XX века считался символом «жизненного пути и судьбы».

### Адам Козлевич и «Антилопа Гну»
Сюжетная линия, связанная с Козлевичем, была намечена в записных книжках Ильфа в виде коротких набросков, появившихся после ярославской командировки соавторов (1929): «Шофёр Сагассер»; «Чуть суд — призывали Сагассера — он возил всех развращённых, других шофёров не было». Иосифа Карловича Сагассера, владельца первого в Ярославле такси, с которым писатели познакомились на Привокзальной площади города, исследователи считают наиболее вероятным претендентом на «роль» прототипа Козлевича.
По словам Лидии Яновской, этот персонаж, как и другие соратники Бендера, — образ-шутка, призванный оттенить характер великого комбинатора. Козлевич настолько бесхитростен и простодушен, что, участвуя в погоне за миллионом, не понимает «заговорщицких намёков» своих товарищей. Остап Бендер, воспринимающий Адама как простосердечного человека, называет его «ангелом без крыльев». Подобная доверчивость приводит к тому, что героя «охмуряют» ксёндзы, и командор вынужден предпринять ряд усилий для возвращения «блудного сына». В главе, рассказывающей о противостоянии великого комбинатора и ксёндзов, прослеживается определённая связь с «Тремя мушкетёрами» (неудавшийся переход Арамиса к иезуитам); в то же время в этих сценах звучит «более универсальный мотив», связанный с освобождением товарища «из-под власти чуждых сил».
Купив автомобиль, который в начале 1930-х годов был в СССР редкостью, Адам делает на его дверце надпись «Эх, прокачу!». В этом лозунге соединены возгласы, укоренившиеся с XIX века в среде российских извозчиков («Резвая лошадка — прокачу!»), и междометия, присущие рекламным афишам времён НЭПа («Ах, дамский фотограф Андреади!»). В придуманном Бендером названии машины — «Антилопа Гну» — присутствует, по мнению исследователей, перекличка с именем корабля, на котором путешествовал герой Джонатана Свифта Гулливер:

Ассоциация может быть связана с тем, что Бендер, особенно во втором романе, является своего рода Гулливером, который попеременно предстаёт то великаном (на фоне большинства комических персонажей романа), то лилипутом (на фоне «истинного социализма»).
Ведомая Козлевичем «Антилопа Гну» непроизвольно становится лидером автопробега «Москва—Харьков—Москва». Подобные мероприятия, проводившиеся в Советском Союзе «с агитационной целью», воспринимались населением как заметное событие в жизни городов, находившихся на пути следования колонны; обязательным элементом пробегов были устраиваемые на маршрутах митинги и чествование участников. По мнению Юрия Щеглова, в главах, посвящённых автопробегу, чувствуется некоторое влияние очерка Джека Лондона Two Thousand Stiffs («Две тысячи бродяг»). Его герои, передвигаясь по реке на лодках, опережают другие суда и, подобно экипажу «Антилопы Гну», «снимают пенки, сливки и тому подобную сметану с этого высококультурного начинания».

### Александр Иванович Корейко
Если в «Двенадцати стульях» в число оппонентов Бендера входили такие курьёзные герои, как завхоз 2-го дома Старсобеса Альхен, то в «Золотом телёнке» его противником становится «персонаж омерзительно-страшный» — Корейко. В записных книжках Ильфа образ подпольного миллионера обозначен кратким сочетанием: «Ветчинное рыло». В романе «портретная заготовка» расширяется, и облик Александра Ивановича приобретает пугающие черты: «На передний план, круша всех и вся, выдвинулось белоглазое ветчинное рыло с пшеничными бровями и глубокими ефрейторскими складками на щеках».
Исследователи предполагают, что образ Корейко сформировался на основе журналистских материалов, появлявшихся на страницах «Гудка». Так, соавторы знали о неких деятелях, занимавшихся, подобно Александру Ивановичу, хищением продуктов на железной дороге; судебный процесс над ними состоялся в 1925 году и широко освещался в их газете. Кроме того, возможным прототипом Корейко был аферист Константин Михайлович Коровко, разбогатевший с помощью различных мошеннических схем. Глава «Подземное царство», рассказывающая о махинациях с открытками во время работы Корейко на строительстве электростанции, также написана как отклик на реальные события: в изданиях 1920-х годов периодически появлялись статьи о нерадивых руководителях, затрачивающих десятки тысяч рублей на альбомы, брошюры и иную рекламную продукцию.
Корейко — мастер маскировки; не случайно Остап при первой встрече с Александром Ивановичем не видит в заурядном сотруднике «Геркулеса» опасного противника и решает, что перед ним — «советский мышонок». Его одежда — парусиновые брюки, кожаные сандалии, белая сорочка — это стандартная экипировка служащих конца 1920-х годов. Свои сбережения миллионер хранит в «обыкновенном чемоданишке», который, в свою очередь, держит на вокзале — «типичной пограничной и переходной зоне». По словам Юрия Щеглова, даже стремление Александра Ивановича укрыться от Бендера во время учебной газовой тревоги с помощью противогаза («Среди десятка одинаковых резиновых харь нельзя было найти Корейко») демонстрирует его умение «растворяться в массе стереотипных советских людей». Литературным предшественником Корейко является Елисей Портищев — герой рассказа Ильфа и Петрова «Двойная жизнь Портищева», написанного в 1929 году и входящего в сатирический цикл «Тысяча и один день, или Новая Шахерезада». Подобно Александру Ивановичу, Елисей, покидая столицу, превращается из скромного профсоюзного работника в нэпмана, а по возвращении в Москву прямо на перроне надевает на себя маску «стопроцентного праведника».

У Корейко железная хватка и сильная воля. Как расчётливый спортсмен, готовит он себя к будущему триумфу. Подобно Портищеву, он не ест, а питается, не завтракает, а вводит в организм жиры и углеводы. И всё это во имя того, чтобы дожить до счастливого дня, когда деньги дадут ему славу, власть, почёт.

### Васисуалий Лоханкин
Васисуалий Лоханкин — жилец коммунальной квартиры, именуемой «Воронья слободка». По воспоминаниям Виктора Ардова, дружившего с авторами «Золотого телёнка», это название было придумано Евгением Петровым применительно к своему коммунальному жилищу, находившемуся в Кропоткинском переулке. В число соседей писателя, имевшего в квартире небольшую комнату, входили люди, которые внешностью и повадками напоминали романных обитателей «Вороньей слободки»: «ничья бабушка», «бывший грузинский князь — ныне трудящийся Востока» и другие.
Васисуалий Лоханкин, причисляющий себя к русской интеллигенции и много размышляющий о её судьбе, имеет начальное образование (он исключён из пятого класса гимназии), нигде не работает и на досуге любит рассматривать картинки из иллюстрированного еженедельника «Родина» за 1899 год. Узнав о том, что жена Варвара уходит от него к инженеру Птибурдукову, Васисуалий внезапно начинает разговаривать не прозой, а «пятистопным ямбом». Из тридцати стихов, которые он произносит, пытаясь вернуть супругу, бо́льшая часть является имитацией «возвышенного стиля» и имеет отсылку к классическим произведениям. Так, фраза «Волчица ты. Тебя я презираю» сопоставима по метрике и синтаксису со строчками «Безумец я. Чего ж я испугался?» из пушкинской трагедии «Борис Годунов». Полустишие «Уж дома нет. Сгорел до основанья», произносимое Васисуалием после пожара в «Вороньей слободке», по своей структуре близко предложению из драмы Пушкина «Русалка»: «Вот мельница! Она уж развалилась». Обращение к новому мужу Варвары «Ты хам, Птибурдуков, мерзавец!» сравнимо с высказыванием из «Каменного гостя»: «Твой Дон Гуан безбожник и мерзавец».
Литературовед Аркадий Белинков считал, что у Лоханкина было много прототипов; речь идёт прежде всего об окружении соавторов из редакции газеты «Гудок». Свою версию возможного прообраза предложила внучка Евгения Петрова — Екатерина Катаева. По её словам, в облике персонажа просматриваются черты жены Петрова — Валентины Грюнзайд: «Валентина Леонтьевна была женщиной воздушной и экзальтированной, никогда не работала… Соседи гноили её так, что она рыдала с утра до ночи».
К литературным героям, которые близки Васисуалию по духу, относятся Алексей Спиридонович Тишин из романа Ильи Эренбурга «Необычайные похождения Хулио Хуренито» и Анатолий Эсперович Экипажев из водевиля Валентина Катаева «Миллион терзаний», чья риторика схожа с лоханкинской: «Мученичество за идею», «Вот до чего довели бедную русскую интеллигенцию». Особняком в этом ряду стоит Николай Кавалеров — персонаж романа Юрия Олеши «Зависть», написанного за четыре года до выхода в свет «Золотого телёнка». По мнению Аркадия Белинкова, создание образа Лоханкина было своеобразным ответом Олеше:

 Васисуалий Лоханкин был опровержением Кавалерова. Ильф и Петров спорили с Юрием Олешей. Они осмеяли: «Васисуалия Лоханкина и его значение», «Лоханкина и трагедию русского либерализма», «Лоханкина и его роль в русской революции». Вместе со значением, трагедией и ролью осмеян лоханский ямб. Авторы осуждали Лоханкина со всей решительностью эпохи, в которую создавались их книги. 

### Другие персонажи
Инженер Птибурдуков, к которому уходит жить Варвара Лоханкина, — это, по мнению исследователей, «мещанин новой формации». В отличие от лежащего на диване Васисуалия он имеет диплом, ходит на службу и свободное время посвящает домашним делам — в частности, выпиливает по дереву миниатюрный нужник. Этот вид досуга в СССР поощрялся; так, в рассказе Владимира Лидина «Мужество», опубликованном в 1930 году, выпиливание относилось к числу увлечений «образцового пионера». Речь Птибурдукова наполнена штампами; пытаясь оппонировать ругающемуся Лоханкину, он в качестве аргументов произносит фразы из газет: «Ну подумайте, что вы делаете? На втором году пятилетки…» Литературовед Юрий Щеглов видит определённый символизм в том, что Лоханкин забывает выключать в туалете свет, а Птибурдуков создаёт нужник: «Новый обыватель заимствовал структуру своего быта у прежнего обывателя, лишь слегка перекрашивая её на советский лад».
Дед Зоси Синицкой, занимающийся составлением шарад, также вынужден реагировать на запросы нового времени. В главе «Снова кризис жанра» он сочиняет стихотворную загадку со словом «Индустриализация». Написанное им произведение («Мой первый слог сидит в чалме, / Он на Востоке быть обязан») является своеобразной пародией на возникшую в конце 1920-х годов моду на индустрианы, которые пришли на смену прежним викторинам. В редакции журнала «Огонёк» (1928—1930) от составителей индустриан требовали «идеологической подкованности», а от читателей — политической информированности при ответах на вопросы: «Какой город первым перевыполнил подписку на заём „Пятилетка в 4 года“? На какой, единственной в СССР, ферме применяется удой коров электрическим способом? Выполнили ли мы в этом году план весенней путины?»
Недолгий роман Зоси Синицкой и Бендера проходит под знаком русской лирики и изобилует поэтическими реминисценциями. Увидев девушку в первый раз в газоубежище, великий комбинатор цитирует стихотворение Алексея Константиновича Толстого «Средь шумного бала, случайно…». Перед их последней встречей Остап рассказывает Адаму Козлевичу о том, что ночью он вслед за Пушкиным написал «Я помню чудное мгновенье…». Во время свидания, предшествующего окончательному разрыву, герой называет себя «типичным Евгением Онегиным, рыцарем, лишённым наследства советской властью». Кроме стихотворных мотивов, в этой сюжетной линии использован личный опыт одного из авторов «Золотого телёнка». Так, обращённая к Зосе фраза «Вы нежная и удивительная» позаимствована из писем Ильфа, адресованных одесским знакомым писателя.

Окончательная редакция романа завершается тем, что Зося выходит замуж за «секретаря изоколлектива железнодорожных художников» Фемиди и отправляется с мужем в «Учебно-показательный комбинат ФЗУ», где Остапу не дают обеда, ибо он не член профсоюза… Фемиди увёл [девушку] у единоличника-миллионера. Вот кто победил великого комбинатора.

## Маршруты героев
«Золотой телёнок» — произведение о приключениях и путешествиях, герои которого непрерывно перемещаются, то расходясь, то вновь встречаясь «в различных точках романного пространства». Движение главного героя осуществляется по маршруту: Арбатов → Удоев → Лучанск → Черноморск → Москва → Турксиб → Москва → Черноморск. Во время странствий Бендер передвигается на автомобиле, поезде, верблюде, извозчике, трамвае и пешком.

### Арбатов
Арбатов — начальная точка на маршруте великого комбинатора. Город встречает путешественника лозунгом «Привет 5-й окружной конференции женщин и девушек», вывешенным над фанерной аркой. Арка, сооружённая в канун важного мероприятия и причисляемая исследователями к элементам «провинциального топоса», не производит большого впечатления на героя. После беглого знакомства с окружным центром Бендер произносит свою «фирменную» фразу «Нет, это не Рио-де-Жанейро, это гораздо хуже», являющуюся, по предположению культуролога Константина Душенко, вольной интерпретацией французской поговорки «Ce n’est pas le Perou» и в данном контексте означающую «Это не бог весть что такое».
К числу арбатовских достопримечательностей относится столовая «Бывший друг желудка». В её названии, судя по записным книжкам Ильфа, соединились рекламная вывеска одного из столичных пивных заведений («Друг желудка») и слово «бывший», которое в годы массовых переименований улиц и городов нередко ставилось рядом с новым адресом. Не сумев попасть в закрытую столовую, Остап с Шурой Балагановым отправляются обедать в летний кооперативный сад. Там внимание посетителей привлекает плакат, извещающий о том, что «пиво отпускается только членам профсоюза». Литературовед Абрам Вулис отмечал, что текст не выдуман соавторами, а взят из жизни — такое объявление можно было увидеть в буфете Гаврилово-Посадского театра.
Вопрос о том, какой именно город имели в виду Ильф и Петров, создавая образ Арбатова, вызвал определённую полемику в краеведческом сообществе. Среди претендентов — Саратов, имеющий созвучное с Арбатовом название и территориально совпадающий с эксплуатационным участком, доставшимся при жеребьёвке Шуре Балаганову; Серпухов, в котором есть упоминаемые в романе «белые башенные ворота провинциального кремля»; Ярославль — город, где Ильф и Петров познакомились с «Адамом Козлевичем».

### Черноморск
Во время путешествия перед героями открывается панорама незнакомого городка, «нарезанного аккуратно, как торт». Это описание, по мнению литературоведов, сопоставимо с рассуждениями героев рассказа О. Генри «Деловые люди», воспринимающих Нью-Йорк как десертное блюдо, которое «уже выложено на тарелочку и даже ложка рядом». Подобные элементы «романтического путевого ландшафта» исследователи обнаруживают также в «Эликсире Сатаны» Гофмана и «Путевых картинах» Гейне.
Город, в который направляются Бендер и его соратники, в черновиках Ильфа и Петрова именовался Одессой; название Черноморск он получил уже перед сдачей рукописи в печать. Однако даже после заключительной правки в тексте романа сохранились одесские приметы. Так, в главе «Антилопа Гну» авторы в ходе краткой экскурсии указывают, что Черноморск основан в 1794 году; эта дата совпадает с моментом возведения на месте поселения Хаджибей морской гавани и считается началом официальной истории их родного города. По словам дочери Ильфа Александры Ильиничны, 1-я Черноморская кинофабрика, купившая у великого комбинатора за 300 рублей сценарий его многометражного фильма «Шея», — это Одесская кинофабрика, расположенная на Французском бульваре. Под музеем древностей, возле колонн которого Зося Синицкая сообщает Остапу о письме, полученном от Корейко, подразумевается Археологический музей.
С детских лет зная одесский быт, авторы создали картину черноморского утра (глава «Обыкновенный чемоданишко») в жанре «физиологического очерка», показав, что «город просыпается волнами», и дав каждому часу своё название: «час дворников», «час молочниц», «час пробуждающихся советских служащих». В этих «урбанистических сюитах» исследователи обнаруживают перекличку с пушкинскими строчками «А Петербург неугомонный / Уж барабаном пробуждён. / Встаёт купец, идёт разносчик…»; кроме того, в них заметна отсылка к Бальзаку («Через несколько минут бульвар уже засуетится») и другим писателям.

А сколько одесситов поделилось с персонажами романа своими фамилиями! Часовщик Фунт, который держал мастерскую на Ришельевской. Домовладелец Бомзе. Купец 1-й гильдии Зайонц. Служащий ссудно-сберегательной кассы Берлага. Немецкому специалисту Заузе досталась фамилия одесского художника В. Х. Заузе. 

### Поездка на Восточную магистраль
Узнав от Зоси Синицкой, что Корейко работает на строительстве новой железной дороги, Бендер отправляется искать миллионера на Восток. Созданию глав, в которых происходит «развязка сюжетного узла романа», предшествовала командировка Ильфа и Петрова на Турксиб (весна 1930). Привезённые оттуда материалы были использованы соавторами при подготовке газетных репортажей и очерков и стали основой третьей части «Золотого телёнка». При этом, как отмечала Лидия Яновская, слово «Турксиб» фигурировало в рабочих планах писателей задолго до их путешествия на Туркестано-Сибирскую магистраль.
Маршрут Остапа начинается на Рязанском вокзале Москвы, где на перроне в ожидании советских и иностранных корреспондентов стоит литерный поезд. Среди провожающих выделяется человек «с розовым плюшевым носом», произносящий «пророчество» о том, что в дороге от состава отстанут два пассажира, а по вечерам путешественники будут хором петь «Стеньку Разина». По данным исследователей, в роли «предсказателя» Ильф и Петров изобразили публициста Михаила Кольцова, который «без труда узнаётся и по внешним чертам, и по беспощадной, насмешливой проницательности».
К числу персонажей, чьи прообразы столь же узнаваемы, относится и стихотворный фельетонист Гаргантюа — сосед Бендера по купе. Прототипом Гаргантюа был поэт и журналист Эмиль Кроткий, чью привычку при разговоре требовать от собеседников подтверждения («Ведь верно? Ведь правильно?») соавторы сначала зафиксировали в черновиках, а позже перенесли на страницы романа. Среди попутчиков Остапа есть также братья-корреспонденты Лев Рубашкин и Ян Скамейкин. Имя одного из них взято из рекламы корсетов «Лев Рубашкин, Лодзь»; фамилию другого соавторы могли встретить в рассказе Тэффи «Модный адвокат».
Во время остановки на одном из полустанков за Оренбургом фотокорреспондентов интересует появление «первой юрты и первого верблюда»: «Началась экзотика, корабли пустыни и прочее романтическое тягло». По словам Юрия Щеглова, в журналистике тех лет репортажи о Турксибе шли под знаком сравнения «старого и нового»; в газетных отчётах и кинохронике соседствовали «юрта кочевника и мачта антенны, дикие табуны и электрический фонарь». При этом идеологические установки начала 1930-х годов предусматривали «борьбу со старым бытом в Средней Азии». С результатами этой кампании Бендер и Корейко знакомятся на обратном пути, когда задерживаются в небольшом городке, лишённом многих примет прежней жизни: в течение нескольких лет из него исчезают «шашлыки, бубны и кимвалы».
Обретение миллиона не делает Остапа всемогущим: его выгоняют из поезда, не берут на борт самолёта. Из доступных видов «транспорта» остаются два верблюда, которых Бендер и Корейко покупают, чтобы выбраться из пустыни. С этого момента происходит «постепенное опадание всех „крыльев“» великого комбинатора:

Исчезают как все средства его передвижения по мировым пространствам (поезд, самолёт, автомобиль), так и его спутники. Бендер превращается из «орла», существа сверхъестественного, в рядового советского пешехода, гимном которому начинался роман.

## Учреждения и организации

### «Рога и копыта»
Остап Бендер основывает контору «Рога и копыта» для того, чтобы во время расследования «дела А. И. Корейко» «смешаться с бодрой массой служащих». Впервые о подобного рода учреждении, созданном «для нужд гребёночной и пуговичной промышленности», упоминалось в записных книжках Ильфа в 1928 году; позже аналогичный образ появился в рассказе Ильи Арнольдовича «Случай в конторе». Кроме того, заведения, занимавшиеся заготовкой «когтей и хвостов» и «горчицы и щёлока», фигурировали в повести Ильфа и Петрова «Тысяча и один день, или Новая Шахерезада».
Предшественниками «Рогов и копыт» на страницах «Золотого телёнка» были пять небольших частных организаций, сгруппировавшихся в одном здании неподалёку от кинотеатра «Капиталий»: там, прячась от высоких налогов, находились одновременно галантерейный магазин, часовая мастерская, водопроводный мастер, специалист по крахмальным воротничкам и торговец канцелярскими принадлежностями. Тема «мучеников частного капитала» в конце 1920-х годов была весьма актуальной: так, в очерке немецкого корреспондента, описывавшего московский быт, рассказывалось о «феномене совместного использования одного помещения несколькими независимыми предпринимателями». Фраза, начинающая главу «Рога и копыта» («Жил на свете частник бедный»), представляет собой видоизменённую строчку пушкинского стихотворения «Жил на свете рыцарь бедный».
После исчезновения прежних владельцев освободившееся помещение занимает Остап Бендер. Для работы в конторе соратники приобретают пишущую машинку «Адлер», в которой отсутствует клавиша с буквой «е». В результате, как отмечал в предварительных записях Ильф, «получаются деловые бумаги с кавказским акцентом». Исследователи, с одной стороны, указывают на связь акцента и «турецких мотивов» в биографии Бендера; с другой — считают, что сломанный пишущий прибор воплощает собой «лоскутность, некомплектность послереволюционной культуры».
Появление в «Рогах и копытах» 90-летнего Фунта, предложившего себя на должность зицпредседателя, идёт от практиковавшейся с начала XX века системы приёма на работу фиктивных руководителей «для отсидки тюремных сроков». По речевому колориту («Вот вам хорошо, а мне плохо») Фунт близок к Паниковскому и героям Шолом-Алейхема. Фамилия, которую соавторы дали персонажу, в 1920 году значилась, согласно воспоминаниям поэтессы Таи Лишиной, на доске одного из одесских домов, мимо которого часто проходил Ильф.

### «Геркулес»
Учреждение «Геркулес», в котором работает Корейко, базируется в бывшей гостинице. Размещение «советских канцелярий» в отелях, учебных заведениях и ресторанах было в 1920-х годах распространённым явлением, и эта тема нередко обыгрывалась в литературе. Так, в булгаковской «Дьяволиаде», написанной в 1924 году, делопроизводитель Коротков испытывает ужас, видя, как на дверях рядом с названиями новых организаций появляются таблички из дореволюционной жизни: «Отдельные кабинеты», «Дортуаръ пепиньерокъ». В «Золотом телёнке» с аналогичной проблемой сталкиваются руководители и завхозы «Геркулеса», не знающие, как изгнать из учреждения «гостиничный дух» и ликвидировать периодически возникающие старые надписи.
Рабочий день в «Геркулесе» начинается в девять часов утра, и с этого момента на первый план выходят «гастрономические интересы» сотрудников: они вынимают принесённые из дома бутерброды, посещают буфет, пьют чай, перемещаются из кабинета в кабинет, «закусывая на ходу». Подобное времяпрепровождение вкупе с беспредметными разговорами и праздным хождением по коридорам давало повод журналистам первой трети XX века для публикации язвительных статей. К примеру, Марк Слободкин, описывая на страницах журнала «Бегемот» (1928) деятельность рядовой советской конторы, упоминал, что служащим порой нечем заняться: «Кто завтрак шамать стал, кто чаёк попивает, а кто происшествия в газете почитывает».
Люди в учреждении
- Сумасшедший
- Общественный работник
- Хамелеон
- Человек из Америки
- Летун-специалист
- Человек, которого оценят только после смерти
- Человек с резиновым факсимиле
- Графолог

Важное место в жизни геркулесовцев занимает проблема чистки рядов, поэтому на входе в здание висит плакат с надписью «Долой заговор молчания и круговую поруку». Мероприятия, связанные с «фильтрацией кадров», проводились в 1920-х годах в масштабах всей страны и выявляли людей с «чуждыми социальными корнями». Тема массового увольнения лиц, не имевших рабоче-крестьянского происхождения, нашла отражение в записных книжках Ильфа, где содержались заметки: «Оказался сыном святого», «Это была обыкновенная компания — дочь урядника, сын купца, племянник полковника» и другие. Подпольный миллионер Корейко, в биографии которого нет «социальных дефектов», в данной ситуации сохраняет спокойствие, зато под чистку попадает один из руководителей «Геркулеса» Егор Скумбриевич, скрывший от общественности давнее участие в работе торгового дома по поставке скобяных товаров.
Именно Скумбриевич устраивает в учреждении многочасовые собрания, произнося с трибуны «правильные речи» о создании школы профсоюзной учёбы и кружков по интересам. Приглашённый из Германии специалист Генрих Мария Заузе, наблюдая за работой своих новых коллег, обозначает деятельность «Геркулеса» словом «бюрократизм». Точно так же удивлялся в 1927 году не романный, а реальный инженер из США, отмечавший, что «болезнью» многих советских предприятий были «вечные собрания, клубы, политические дискуссии».

Подлинное его [«Геркулеса»] дело — борьба за занимаемое помещение и обеспечение жизненных благ для своих ответственных, полуответственных и мелких сотрудников. От конторы «Рога и копыта», созданной Остапом для легализации собственной деятельности, «Геркулес» отличается только «банальным» бюрократизмом и размерами, такими, которые впоследствии приобретёт преображённое «детище Остапа» — «Гособъединение Рога и копыта». 

### Сумасшедший дом
Разработка сюжетной линии, связанной с попыткой бухгалтера «Геркулеса» Берлаги укрыться от чистки в психиатрической клинике, в планах соавторов была обозначена репликой: «Сумасшедший дом, где все здоровы». Фамилия, которую писатели дали персонажу, была хорошо знакома одесситам: по словам Александры Ильф, один известный Берлага работал в счётно-сберегательной кассе, другой — в Опродкомгубе. Кроме того, исследователи обратили внимание на некоторое созвучие имён бухгалтера из «Золотого телёнка» и журналиста Берлоги — героя рассказа Леонида Леонова из цикла «Большие пожары» (1927), также попавшего в психиатрическую больницу.
В сумасшедшем доме Берлага пытается изобразить помешательство с помощью фразы «Я вице-король Индии!» Выбор мотива для имитации «мании величия» не случаен: газеты начала 1930-х годов много писали об индийском национальном освободительном движении и его участниках. В то же время здесь присутствует и отсылка к классическому сюжету — в частности, к повести Николая Гоголя «Записки сумасшедшего», герой которой — Аксентий Поприщин — называет себя королём Испании. Фраза «Эне, бэне, раба, квинтер, финтер, жаба», которую в больнице произносит один из новых знакомых Берлаги, представляет собой считалку, которая была популярна в детских и гимназических коллективах с конца XIX столетия; в ней, по данным филологов, соединены латинские и еврейско-немецкие языковые компоненты.
Среди пациентов клиники выделяется учитель географии, потерявший рассудок после того, как не обнаружил на карте Берингова пролива. Этот эпизод напрямую связан с издательскими проблемами тех лет. Так, публицист Михаил Кольцов в одном из фельетонов рассказывал о многочисленных неточностях в таблицах умножения, напечатанных в одесской типографии. В записных книжках Ильфа тема нерадивых издателей была отмечена предложением: «Из-за головотяпства не выпустили календарей, и люди забыли, какое число».
Сосед Берлаги по палате, бывший присяжный поверенный Старохамский, объясняет своё пребывание в больнице тем, что «в Советской России сумасшедший дом — единственное место, где может жить нормальный человек». Аналогичным образом высказывался герой романа Ярослава Гашека «Похождения бравого солдата Швейка во время мировой войны» (1923): «В сумасшедшем доме каждый мог говорить всё, что взбредёт ему в голову, словно в парламенте».

## Советский мир в романе
По мнению исследователей, роман «Золотой телёнок» можно назвать своеобразной «энциклопедией русской жизни», в которой читателям предложен «популярный набор представлений о советском обществе» конца 1920-х — начала 1930-х годов. В произведении даются сведения о набиравшем силу Автодоре — обществе содействия развитию автомобилизма и улучшению дорог (эту аббревиатуру, по словам Михаила Кольцова, в СССР знали все дети) и «железном коне», под которым подразумевался не только трактор, но и поезд. Предприятия в 1920-х годах охотно приглашали к себе иностранных специалистов, и появление в стенах «Геркулеса» немецкого инженера Заузе никого не удивляло. В гостиницах больших и малых городов право на первоочередное заселение имели делегаты различных съездов и форумов, поэтому Бендер, обретя миллион, не мог получить ключей от номера в течение двух недель: все места были отданы конгрессу почвоведов и окружному слёту комсомола. В 1933 году критик Л. Каган писал, что в основе романа лежит «фиксация тех или иных примелькавшихся, ставших обыденными трафаретов нашего быта».

Типовые ситуации и фирменные черты советской действительности 1927—1930 годов памятны всем… Во втором романе это автопробег, Турксиб, чистка, бюрократизм, иностранные спецы в учреждениях, коммунальная квартира, арктические полёты, дефицит ширпотреба и многое другое. Перед нами набор признаков, по которым однозначно опознаются как эпоха в целом, так и конкретные года.

### Коммунальный быт
О жизни в коммунальных квартирах, появившихся в СССР в послереволюционные годы, повествуют главы, посвящённые «Вороньей слободке». Впервые это название было использовано авторами в рассказе «Гость из Южной Америки», входящем в цикл «Необыкновенные истории из жизни города Колоколамска» (1929). Обитатели подобных жилищ имели места общего пользования — кухню, ванную комнату, туалет. По воспоминаниям Евгения Петрова, загромождённый коридор был сродни «канцелярии воинского начальника, с лабиринтом колен и ответвлений, с дверями по обеим сторонам».
Жизнь в коммунальных квартирах нередко была заполнена склоками: так, в романе рассказывается о «центростремительной силе сутяжничества», в которую втянуты почти все постояльцы «Вороньей слободки», за исключением лётчика Севрюгова, вылетевшего за Полярный круг на помощь пропавшей экспедиции. Сюжетная линия, связанная с этим персонажем, — вымысел Ильфа и Петрова, однако за ней стоит реальный факт: в 1928 году лётчики Михаил Бабушкин и Борис Чухновский действительно участвовали в поисках экспедиции Нобиле, потерпевшей катастрофу во время полёта над Северным полюсом. К новости об исчезновении Севрюгова его соседи относятся со злорадством: к примеру, дворник Никита Пряхин комментирует её фразой о том, что «человек ходить должен, а не летать». В этих словах, по мнению Юрия Щеглова, «уже предвосхищается тема грядущей экзекуции над Лоханкиным».
Во время порки, которую жильцы устраивают Васисуалию за невыключенную в туалете лампочку, герой размышляет о том, что телесные наказания порой необходимы: «Может, именно в этом искупление, очищение, великая жертва…». По мнению литературоведа Бенедикта Сарнова, эпизод с розгами является пародийным откликом на слова публициста и теоретика народничества Николая Михайловского, который, по собственному признанию, не стал бы возражать против порки: «Мужиков же секут…». История «Вороньей слободки» заканчивается пожаром, к которому жильцы, заблаговременно обеспечившие себя страховыми документами, успевают подготовиться.

Архетипический мотив «пожара», от которого гибнет «Воронья слободка», выступает одновременно в двух своих функциях. С одной стороны, это ликвидация дурного места, где гнездились нечистые силы, вершившие злые дела. С другой — это перерождение и переход к новой жизни для некоторых героев: в серьёзном плане — для Бендера, которому предстоит новый цикл странствий; в пародийном — для Лоханкина.

### Мода и товарный дефицит
О повседневной одежде горожан рассказывается в главе «Обыкновенный чемоданишко». Писатели сообщают, что «неписаная мода» предусматривает ношение рубашек с закатанными рукавами и отказ от шляп и картузов; в качестве головных уборов мужчины иногда используют кепки. Наблюдения Ильфа и Петрова в целом совпадают с фотографиями посленэпмановского периода; человеку было легко затеряться в уличной толпе, потому что население «тяготело к единообразию». Этот «усреднённый стиль» в полной мере использует Корейко, стремящийся быть неприметным в людской массе.
Остапа Бендера волнует другая проблема: желая решить вопрос с «вещевым довольствием» для себя и своих компаньонов, великий комбинатор сталкивается с товарным дефицитом. В находящемся на пути в Черноморск городе Лучанске на дверях магазина, продающего мужское, дамское и детское платье, висит табличка «Штанов нет». Как отмечают исследователи, в годы первых пятилеток положение с верхней одеждой действительно было тяжёлым: так, газета «Правда» в 1929 году сообщала, что продукцию фабрики «Москвошвея» в торговых точках найти невозможно — «нет ни брюк, ни костюмов, ни пальто». Писательница Тамара Иванова, вспоминая о том времени, писала, что «брюки были на вес золота».

### Кино
После закрытия конторы «Рога и копыта» Бендер и его соратники остаются без денег. Финансовые затруднения заставляют великого комбинатора обратиться к очередному проекту: в течение ночи Остап сочиняет сценарий многометражного фильма «Шея» (в одном из фельетонов Ильфа и Петрова название было расширено — «„Шея“ — народная трагедия в семи актах»). Глава, повествующая о попытке Бендера включиться в кинематографические процессы, — это отклик на реальные тенденции второй половины 1920-х годов, когда на кинофабрики страны начали поступать от населения многочисленные «самотёчные» литературно-художественные произведения для фильмов. Писатель Юрий Тынянов в одной из статей (1926) утверждал, что «трудно найти честолюбивого человека, который не написал бы хоть однажды сценария».
В эпизодах, рассказывающих о посещении Остапом 1-й Черноморской кинофабрики, часто встречаются сочетания «бежал ноздря в ноздрю», «сбился с ноги и позорно заскакал», «выдвигаясь на полкорпуса вперёд». Использование соавторами терминов из обихода бегов и скачек не случайно: в газетных публикациях тех лет корреспонденты, готовившие репортажи из съёмочных павильонов, постоянно упоминали о темпе, взятом в этом «бушующем потоке жизни». Заведующий литературной частью, которому Бендер предлагает купить свой сценарий, отказывается от «Шеи», мотивируя это тем, что «немого кино уже нет». Когда соавторы приступили к написанию «Золотого телёнка», эпоха немого кинематографа действительно уходила в прошлое; тем не менее он ещё продолжал существовать в течение нескольких лет. Ильф и Петров весьма активно участвовали в дискуссиях, посвящённых рождению звукового кино; эта новация из-за несовершенства технологии и её высокой стоимости в начале 1930-х годов многими журналистами воспринималась скептически. В разговоре Бендера со швейцаром, признающимся, что после выхода фильма «из римской жизни» режиссёры вынуждены «судиться», затрагивается волновавшая соавторов тема непрофессионализма в кинематографической среде. В записных книжках Ильфа эта ситуация представлена более подробно:

В Одессе фабрикуются цельные «Кво-вадисы» и «Кабирии», с колизеями, малофонтанными гладиаторами, центурионами с Молдаванки и безработными патрициями, набранными на чёрной бирже. Ставится нечто весьма древнее — «Спартак», — естественно, получается восстание рабов в волостном масштабе— Илья Ильф
В первой редакции «Золотого телёнка» среди персонажей 1-й Черноморской кинофабрики фигурировал прибывший из Москвы «кинорежиссёр товарищ Крайних-Взглядов, великий борец за идею кинофакта», настаивавший на ликвидации павильонного реквизита и изгнании актёров; его новаторские идеи были связаны с отказом от постановочных кадров и желанием снимать «жизнь, как она есть». Эпизоды с участием этого героя соавторы удалили из окончательной версии романа, однако исследователи полагают, что прототипом режиссёра-авангардиста был Дзига Вертов.

### Парадная живопись
Двигаясь к Черноморску, путешественники делают остановку в небольшом городке. Здесь Бендер узнаёт о существовании группы художников «Диалектический станковист», специализирующейся на создании портретов ответственных работников. Это была новая примета эпохи: именно в конце 1920-х в стране началось «массовое производство» картин с изображением советской номенклатуры. В «Золотом телёнке» её появление зафиксировано в главе «Универсальный штемпель», где упоминается параграф из клишированной резолюции начальника «Геркулеса» Полыхаева о «накладных расходах на календари и портреты», а также в заключительной части романа, когда Остап видит в окнах «Гособъединения „Рога и копыта“» портреты государственных деятелей.
Прибытие в город художника Феофана Мухина создаёт станковистам конкурентную среду: новый живописец отказывается от масляных красок и других привычных материалов и начинает изготавливать портреты местных руководителей с помощью злаков — риса, проса, пшеницы, кукурузы и ядрицы; позже к ним добавляются фасоль и горох. Включение в роман эпизодов из жизни черноморских мастеров стало отображением «тенденции, которой предстояла большая будущность в искусстве 1930-х годов». О подобных веяниях много писала пресса тех лет. Так, в журнале «Тридцать дней» (1927) была опубликована статья о юноше-самоучке, выполнявшем оригинальные портреты председателя ЦИК СССР Михаила Калинина и других лидеров страны: «На фанеру наклеиваются столярным клеем различные семена, подобранные по цвету. Затем всё это заливается лаком».
Такой же реальностью были «идеологически выдержанные» картины из волос, о которых Остап рассказывает Феофану Мухину. Журнал «Огонёк» в 1925—1927 годах напечатал цикл статей о столичном парикмахере Г. А. Борухове, потратившем более двухсот часов на создание портрета Ленина: «Длинный волос нашивается сначала сплошь по рисунку, причём с оборотной стороны закрепляется тщательно каждая отдельная волосинка».

## Финал романа
В финале первой версии «Золотого телёнка» великий комбинатор, выходя из загса, произносит монолог о том, что в свои тридцать три года он так ничего и не сделал. Рядом с Остапом — Зося: «Правой рукой она придерживала сдуваемую ветром полу пальто, и на среднем пальце Остап увидел маленькое чернильное пятно, посаженное, когда Зося выводила свою фамилию в венчальной книге. Перед ним стояла жена». По мнению Игоря Сухих, эта идиллическая развязка в последний момент была изменена благодаря «богу художественности», вовремя подсказавшему соавторам, что заключительный аккорд с загсом подходит не для Бендера, а для какого-нибудь другого персонажа, «удовлетворяющегося своим маленьким счастьем с любимой девушкой».
В окончательной редакции романа движение к финалу начинается в момент получения Остапом миллиона, когда герой внезапно вспоминает норвежского путешественника Амундсена, добравшегося на дирижабле до Северного полюса и увидевшего внизу «битый лёд, трещины, холод и пустоту». Затем следуют главы, рассказывающие о безуспешных попытках Бендера потратить деньги, его хандре и метаниях; итогом становится схватка с пограничниками на румынском льду, после которой великий комбинатор остаётся без верхней одежды, валюты, бриллиантов, с разбитым лицом. Исследователь Александр Вентцель, анализируя роман, отметил, что некое уподобление Остапа Амундсену и тема льда, возникающая как в момент обретения, так и во время утраты Остапом миллиона, не случайны:

Тайна раскрыта, цель достигнута, делать больше нечего, и надо менять профессию… Такое повторение мотива в инвертированном и увеличенном виде вполне типично для сгущённой техники классического романа, которую используют Ильф и Петров. 
При разборе заключительных глав «Золотого телёнка» исследователи нередко сравнивали Бендера с литературными персонажами. Так, Анатолий Старков пришёл к выводу, что судьба Остапа сопоставима с биографией героя романа Михаила Шолохова «Тихий Дон» Григория Мелехова: их сближает тема «конфликта со временем». Яков Лурье вспомнил Павла Ивановича Чичикова из гоголевских «Мёртвых душ», которого с Командором объединяет не только итоговый провал при реализации авантюрных проектов, но и прозвище «великий комбинатор». Игорь Сухих убеждён, что финальные страницы «Золотого телёнка» позволяют включить Бендера в список «лишних людей» русской литературы: его вопросы и рассуждения о смысле жизни сродни признаниям Григория Печорина из «Героя нашего времени»: «Пробегаю в памяти всё моё прошедшее и спрашиваю себя невольно: зачем я жил? для какой цели я родился?».

## Отзывы и рецензии. Полемика

### Отклики современников Ильфа и Петрова
Первый этап обсуждения «Золотого телёнка» начался ещё во время журнальной публикации и продолжался в течение нескольких лет. Вторая волна интереса критиков к произведению возникла спустя десятилетия и касалась русской интеллигенции вообще и образа Васисуалия Лоханкина — в частности. Одним из самых ранних откликов на роман стала статья Анатолия Луначарского в журнале «30 дней» (1931, № 8). В рецензии, впоследствии перепечатанной в американском издании книги, Анатолий Васильевич в целом дал высокую оценку сочинению Ильфа и Петрова; основная претензия была связана с главным героем — бывший нарком просвещения усмотрел в «Золотом телёнке» признаки явной симпатии авторов к Бендеру.
Мнение о том, что великий комбинатор слишком романтизирован, а сама книга предназначена исключительно «для лёгкого послеобеденного отдыха», в дальнейшем многократно повторялось представителями советского литературного сообщества. Так, писатель Василий Локоть, печатавшийся под псевдонимом А. Зорич, на страницах журнала «Прожектор» предрекал, что роман молодых писателей сотрётся из памяти читателей сразу после того, как будет закрыта последняя страница. Александр Фадеев в письме (1932), адресованном соавторам, назвал «Золотого телёнка» остроумным и талантливым произведением; в то же время Александр Александрович отметил, что оно «морально устарело» сразу после выхода в свет: «Похождения Остапа Бендера в той форме и в том содержании, как Вы изобразили, навряд ли мыслимы сейчас». Журнал «Рост» (1934, № 4) в редакционном комментарии к публикации одной из глав указывал, что авторы романа «не противопоставляют ничего показываемой им мрази».
Разбор романа продолжался и после выхода отдельной книги. Критик Алексей Селивановский в статье, опубликованной в Литературной энциклопедии (1934), поставил в упрёк Ильфу и Петрову отсутствие сатирических красок при создании образа главного героя, а в самом произведении обнаружил «налёт богемно-интеллигентского нигилизма и эстетизма, культ остроумия, самодовлеющего наслаждения смехом». Михаил Кольцов во время выступления на Первом съезде советских писателей, признав, что и «Двенадцать стульев», и «Золотой телёнок» имеют заслуженный успех, тем не менее предложил соавторам не замыкаться на «потребительской стороне», а направить свою сатиру «в сферу производства, то есть в ту сферу, где советские люди проводят значительную часть своей жизни».
Соавторов тяготили негативные отзывы коллег. Как вспоминал писатель Лазарь Митницкий, Евгений Петров в ту пору «ходил мрачный» и в частных разговорах признавался, что «„великого комбинатора“ не понимают, что они не намеревались
его поэтизировать».
К числу тех, кто одобрил выход «Золотого телёнка» и подготовил положительные рецензии (в основном на страницах «Литературной газеты»), относились Лев Никулин, Георгий Мунблит, Виктор Шкловский. Достаточно тёплые отклики поступали также от зарубежных литераторов. К примеру, русско-французский журналист Владимир Биншток сообщал в письме (1931) Ильфу и Петрову, что одну из глав «Золотого телёнка» он прочитал писателю Анри Барбюсу: «Ему ужасно понравилось». Американский прозаик Эптон Синклер в приватной беседе рассказал соавторам, что «никогда так не смеялся, как читая „Золотого телёнка“». Немецкий писатель Лион Фейхтвангер в 1937 году назвал роман Ильфа и Петрова «одним из лучших произведений мировой сатирической литературы».

### Полемика вокруг образа Васисуалия Лоханкина
Второй этап активного обсуждения «Золотого телёнка» начался спустя четыре десятилетия, когда вдова поэта Осипа Мандельштама — Надежда Яковлевна — опубликовала «Воспоминания», в которых, в частности, упомянула, что в литературе 1930-х годов русская интеллигенция нередко подвергалась осмеянию: «За эту задачу взялись Ильф с Петровым и поселили „мягкотелых“ в „Вороньей слободке“. Время стёрло специфику этих литературных персонажей, и никому сейчас не придёт в голову, что унылый идиот, который пристаёт к бросившей его жене, должен был типизировать основные черты интеллигента». Во второй книге мемуаров Надежда Яковлевна продолжила начатую тему, отметив, что насмешливое развлечение соавторов «приблизилось к идеалу Верховенского» — персонажа романа Достоевского «Бесы».
Почти в тот же период с аналогичными претензиями в адрес создателей «Золотого телёнка» выступил на страницах книги «Сдача и гибель советского интеллигента» литературовед Аркадий Белинков. Ильф и Петров, по словам Белинкова, ещё во время работы в редакции газеты «Гудок» «пристально вглядываясь в лица своих знакомых, писали типизированный образ Лоханкина, призванный отобразить всю интеллигенцию». Приведя в качестве примера Анну Ахматову и Бориса Пастернака, которые могли ошибаться, но не переставали двигаться вперёд, Аркадий Викторович констатировал, что «русский интеллигент был сложнее и разнообразней, чем тот, которого столь метко изобразили Ильф и Петров».
Столь же «суровый и решительный приговор», по словам Якова Лурье, вынесли соавторам литературовед Мариэтта Чудакова, прозаик Олег Михайлов, а также писатель Варлам Шаламов, приветствовавший инициативу Надежды Мандельштам, которая «не прошла мимо омерзительного выпада Ильфа и Петрова против интеллигенции».

 Говоря об антиинтеллигентской направленности романов Ильфа и Петрова, их критики имеют в виду главным образом один персонаж — Васисуалия Лоханкина из «Золотого телёнка». Не играющий существенной роли в сюжетном построении романа, он тем не менее довольно прочно сохранялся в памяти читателей и стал для нынешних критиков Ильфа и Петрова основным (и едва ли не единственным) доказательством их «антиинтеллигентства».— Яков Лурье

## Литературная перекличка

### Мотивы, параллели и реминисценции
«Золотой телёнок» перекликается со многими произведениями русской и зарубежной литературы. К примеру, гоголевские мотивы обнаруживаются уже в сюжете: и в «Мёртвых душах», и в романе Ильфа и Петрова герои-мошенники отправляются в странствие; благодаря их дорожным приключениям авторы обеих книг имеют возможность дать широкий обзор российской жизни. Автомобиль «Антилопа Гну», на котором путешествуют персонажи «Золотого телёнка», — это, по словам Якова Лурье, своеобразный «вариант гоголевской тройки». Несколько иная разновидность советской «птицы-тройки» предложена Игорем Сухих, который считает, что это колонна участников автопробега — машин с «полотнищами ослепительного света». Кроме того, отсылка к классике наблюдается и в отдельных фабульных линиях: так, поиск компромата на оппонента присутствует в романе Александра Дюма «Граф Монте-Кристо», а сцена порки Васисуалия Лоханкина напоминает аналогичное событие из повести Николая Лескова «Леди Макбет Мценского уезда».
Афоризмы
- В детстве таких, как вы, я убивал на месте. Из рогатки.
- Автомобиль — не роскошь, а средство передвижения.
- Не делайте из еды культа.
- Судьба играет с человеком, а человек играет на трубе.
- С таким счастьем — и на свободе.
- Не буди во мне зверя[16].

В эпизодах, рассказывающих о конфликтах в «Вороньей слободке», происходит сближение «Золотого телёнка» с рассказами и повестями Михаила Зощенко, также разрабатывавшего «коммунальную тему». Разница заключается в том, что Зощенко стремился раскрыть сущность своих персонажей через речь, в которой угадывались их «косность и убогость», тогда как Ильф и Петров пытались показать причины, породившие атмосферу взаимной ненависти и сутяжничества: «А потому и тематика, и круг их героев значительно шире, интонация повествования гибче и богаче оттенками, эмоциональная окраска смеха тоже иная». По утверждению литературоведа Анатолия Старкова, прослеживается также определённое родство между Коленкоровым — рассказчиком из произведений Зощенко, Кавалеровым — героем романа Олеши «Зависть» и Лоханкиным из «Золотого телёнка».
Исследователи находят в книге Ильфа и Петрова целую «россыпь перекличек с классикой»; это касается как устоявшихся выражений, так и неявных цитат из Чехова, Толстого, Тэффи, Аверченко, Саши Чёрного. Отдельно выделяются одесские интонации, а также мотивы, связанные со стилистикой раннего Валентина Катаева, Шолом-Алейхема, Бабеля. По словам Юрия Щеглова, роман Ильфа и Петрова, в котором собрано «несметное количество чужих слов», входит в число «наиболее цитабельных произведений» русской литературы.

### «Золотой телёнок» и произведения Михаила Булгакова
С «Мастером и Маргаритой» советские читатели познакомились в 1966 году. Через три года литературовед Лидия Яновская на страницах своей книги «Почему вы пишете смешно?» сделала предположение, что если бы в начале 1930-х не вышел в свет «Золотой телёнок», отдельные страницы булгаковского романа могли бы выглядеть иначе. Свидетельством того, что соавторы и Михаил Афанасьевич чувствовали друг к другу «взаимное тяготение», является, по мнению Яновской, пьеса «Иван Васильевич», в которой слышатся интонации Ильфа и Петрова.
Исследователи находят немало пересечений между «Золотым телёнком» и «Мастером и Маргаритой». Так, Шура Балаганов в момент появления в кабинете председателя арбатовского исполкома описывается как рыжеволосый кудрявый мо́лодец с «лопатообразными ладонями»; определённое сходство с ним имеет поэт Иван Бездомный — «плечистый, рыжеватый, вихрастый молодой человек в заломленной на затылок клетчатой кепке». «Медальный профиль» Бендера выдаёт в нём «существо иного, высшего порядка» — такие лица, по мнению Юрия Щеглова, свойственны «демоническим персонажам». Роль свиты Воланда и спутников Остапа примерно одинакова — это «оруженосцы, адъютанты, рабы и мелкие бесы». Яков Лурье обратил внимание на функциональное родство «Геркулеса» в «Золотом телёнке» и Зрелищной комиссии в «Мастере и Маргарите»; и в том, и в другом учреждении авторы изобразили бюрократию в виде «царства абсурда», убеждён литературовед:

Если у Булгакова пустой костюм временно унесённого нечистой силой председателя Зрелищной комиссии Прохора Петровича налагает резолюции, которые затем вернувшийся на своё место председатель полностью одобряет, то у Ильфа и Петрова «резиновый Полыхаев» — набор резиновых факсимиле, которые в отсутствие начальника пускает в ход его секретарша Серна Михайловна (состоящая, кстати, со своим патроном в таких же отношениях, как и секретарша Прохора Петровича Алиса Ричардовна), — вполне заменяет настоящего.
Бендера и Воланда сближает тема розыгрышей. Персонаж Булгакова много и с удовольствием играет, запутывая зрителей и участников действа; порой его ехидство напоминает издёвку. Герой Ильфа и Петрова также любит насмешки и мистификации: к примеру, он, пытаясь морально подавить Корейко, отправляет подпольному миллионеру ночные телеграммы с абсурдными текстами («Грузите апельсины бочках братья Карамазовы», «Графиня изменившимся лицом бежит пруду»), а затем с интересом ждёт реакции адресата.
Кроме того, родство мессира и великого комбинатора проявляется в их способности совершать благородные поступки и приходить на помощь тем, кто в ней по-настоящему нуждается. Так, если Воланд готов поддержать людей искренних и страдающих, то Бендер, обретя миллион, спешит поделиться деньгами со своими бывшими соратниками — Шурой Балагановым и Адамом Козлевичем. По словам литературоведа Игоря Рейфа, и того, и другого можно охарактеризовать как «отрицательного героя, выполняющего положительную функцию». Разница между ними в том, что всесильный Воланд застрахован от любых негативных последствий при игре с огнём, тогда как игрок Остап вечно рискует и испытывает судьбу.

### «Золотой телёнок» и творчество Юрия Олеши
Схожесть творческого почерка авторов «Золотого телёнка» и Юрия Олеши литературовед Мариэтта Чудакова объясняла тем, что писатели, связанные между собой товарищескими отношениями, годами вырабатывали общую манеру письма. Все трое были одесситами, прибывшими в начале 1920-х в Москву. В редакции газеты «Гудок» Ильф, Олеша и приехавший из Киева Булгаков — самые, по замечанию Константина Паустовского, «весёлые и едкие люди» столицы — работали в одном кабинете за одним длинным столом. Илья Арнольдович и Юрий Карлович жили в тесной комнате, примыкавшей к типографии. Как рассказывал впоследствии Олеша, Ильф относился к нему как к младшему брату, и эта дружба позволяла литераторам полемизировать между собой. К примеру, воспроизводя диалог «о новой жизни», который в поезде, направляющемся на Турксиб, ведут австрийский и советские журналисты, создатели книги о великом комбинаторе заочно дискутировали с Олешей, развивавшем в романе «Зависть» аналогичную тему.

О грядущем великом Преображении, о создании общества, где не будет приобретательства, своекорыстия, собственничества, мечтал Маяковский, о нём же думал и Олеша, когда писал в «Зависти» об обречённых на гибель чувствах, оставшихся от старого мира. Ильф и Петров были реалистичнее Олеши, и таких быстрых перемен в человеческой психологии в ближайшие годы они, пожалуй, не ждали. 
Авторов «Золотого телёнка» и Олешу сближала одинаково кропотливая работа над поиском метафор и эпитетов. Общая «школа» просматривается в их умении добиться при описании предмета «зрительного эффекта». Так, если в романе Ильфа и Петрова упоминается про «перламутровый живот Скумбриевича», то у Олеши куриные потроха уподобляются «перламутровым плевкам». При этом, по утверждению Чудаковой, «родоначальником» европейского стилевого принципа, на который при анализе творчества Ильфа и Петрова обращали внимание их современники, является Олеша. В 1967 году Владимир Набоков рассказал в интервью писателю Альфреду Аппелю об ещё одной черте, связывавшей Ильфа и Петрова с Олешей, — это сюжетно-тематический выбор: они сознательно дистанцировались от политики и, сочиняя истории о похождениях плутов и шарлатанов, «смогли опубликовать ряд совершенно первоклассных произведений».

## Художественные особенности
«Золотой телёнок» — сатирический роман, написанный, по наблюдению Лидии Яновской, не едко, а смешно. Комический эффект и «весёлая интонация» достигаются за счёт художественных приёмов, использованных соавторами. Так, применение гиперболы и гротеска позволило Ильфу и Петрову создать образ «резинового Полыхаева» — начальника «Геркулеса», ставившего на документах резолюции с помощью факсимильного оттиска. Вначале «универсальный штемпель» Полыхаева содержал четыре изречения: «Не возражаю. Согласен. Прекрасная мысль. Провести в жизнь». Потом их количество стало расти, и наряду с каучуковой печатью появился текстовый штамп, годящийся на все случаи жизни; таким образом изначальное преувеличение, появившееся в этой сюжетной линии, приобрело характер абсурда.
С помощью подобных гротескно-карикатурных методов написаны эпизоды, рассказывающие о нескончаемом беге на 1-й Черноморской кинофабрике, а также о художниках из группы «Диалектический станковист», догоняющих ответственного работника Плотского-Поцелуева. Странная фамилия, данная писателями прибывшему в город начальнику, не единственная в своём роде: в произведении повсеместно встречаются персонажи, носящие курьёзные родовые имена (обитатель сумасшедшего дома Старохамский, журналисты Лев Рубашкин и Ян Скамейкин, второй муж Варвары инженер Птибурдуков) или имеющие необычные профессии (ребусник Синицкий, зицпредседатель Фунт).
К числу элементов, определяющих «художественную ткань» произведения, относятся также внезапные метафоры («Одно ухо его [Паниковского] было таким рубиновым, что, вероятно, светилось бы в темноте и при его свете можно было бы даже проявлять фотографические пластинки»), парадоксальные рассуждения («Пешеходы составляют большую часть человечества. Мало того — лучшую его часть»), забавные зачины к отдельным главам («Ровно в 16 часов 40 минут Васисуалий Лоханкин объявил голодовку»).
Пристрастное отношение авторов к парадоксу проявляется не только в отдельных фразах — использование этого приёма замечено при создании эпизодов, повествующих о взаимоотношениях Адама Козлевича с арбатовскими пассажирами-растратчиками и краже Шурой Балагановым, только что получившим от Бендера 50 000 рублей, сумки в трамвае. На контрастах построена история сбора компромата на подпольного миллионера: авторы постоянно упоминают о скромной папке «с ботиночными тесёмками», которую носит с собой Остап; однако цена этой канцелярской принадлежности, хранящей документы по «делу А. И. Корейко», — один миллион рублей.
Произведение изобилует каламбурами и выражениями, образовавшимися за счёт смешения стилей. Так, увидев поставщиков, приносящих в контору рога, великий комбинатор требует, чтобы Паниковский запретил рогоносцам входить в помещение. Когда в романе заходит речь о любителе поесть Шуре Балаганове, выражение из древнегреческой мифологии «напиток богов» видоизменяется: персонаж «вкушает „харч богов“».
Большую роль в «Золотом телёнке» играет пародия. По замечанию литературоведа Бенедикта Сарнова, Ильф и Петров «с весёлым озорством пародировали всё, что попадало в их поле зрения». К примеру, текст телеграммы, посланной Бендером подпольному миллионеру («Графиня изменившимся лицом бежит пруду») — это реальный отрывок из телеграфного сообщения, отправленного журналистом Николаем Эфросом в газету «Речь» в связи с уходом писателя Льва Толстого из Ясной Поляны; в рамках романного сюжета из-за смещения контекста он обретает иной смысл. Ироничное звучание получает и повторяемая великим комбинатором фраза «Командовать парадом буду я!», которую соавторы взяли из официальных приказов. Благодаря пародии в произведении появились сцены, рассказывающие об организованной Шурой Балагановым конференции «детей лейтенанта Шмидта», открытии Остапом конторы «Рога и копыта», переходе Васисуалия Лоханкина на «пятистопный ямб».

В этом многообразии безбрежной пародии, в этом умении высмеивать, казалось бы, всё, не было ни скепсиса, ни цинизма. Ильф и Петров не посмеивались, они, подобно студентам, изображённым ими в «Золотом телёнке», смеялись вовсю, радуясь жизни и богатству комического в ней.
«Золотой телёнок» наполнен отступлениями, позволившими Ильфу и Петрову создать «панорамное изображение» действительности. Такие отклонения от сюжета дали им возможность порассуждать о мировом значении пешеходов, роли дорог в жизни человечества, а также миссии полярника Амундсена. Включение одного из «лирико-юмористических стихотворений в прозе» во главу «Первое свидание», рассказывающую о том, как Паниковский и Балаганов делили кошелёк подпольного миллионера, резко меняет тональность повествования; приземлённость уступает место поэзии: «Ночь, ночь, ночь лежала над всей страной». Эта вставка, напоминающая отрывок из романа Юрия Тынянова «Смерть Вазир-Мухтара» («На всём протяжении России и Кавказа стояла бесприютная, одичалая, перепончатая ночь»), вместе с «чеховскими деталями» даёт, по мнению Игоря Сухих, ответ на вопрос о «тайне обаяния» романа. Столь же значимым является авторское отступление о черноморском утре (глава «Обыкновенный чемоданишко»):

Можно смаковать каждый эпитет, который — и цвет («оловянная роса»), и слух («далёкий гром»), и психологическая проекция («подпрыгивая от злости, на ночных столиках зальются троечным звоном мириады будильников»)… Ближе к финалу меняется и интонация подобных отступлений. Наряду с юмором пейзаж приобретает меланхолические тона: время идёт к осени, а история Бендера — к концу.

## Несостоявшееся продолжение
После выхода в свет «Золотого телёнка» к авторам стали поступать читательские письма с просьбами написать продолжение истории о похождениях великого комбинатора. Свидетельством того, что идея третьего романа о Бендере всерьёз рассматривалась сатириками, является пометка в блокноте, сделанная Ильфом примерно в 1935 году: «Остап мог бы и сейчас пройти всю страну, давая концерты граммофонных пластинок». Новое произведение, по данным исследователей, должно было называться «Подлец». Судя по письму проживавшего во Франции прозаика Перикла Ставрова (сентябрь 1933 год), писатели вели предварительные переговоры о том, что заключительная часть истории о приключениях Командора будет переведена на несколько европейских языков. После смерти Ильи Арнольдовича Евгений Петров в книге «Мой друг Ильф» рассказывал, что им хотелось сочинить роман одновременно и смешной, и серьёзный. Но сюжет не складывался, потому что «юмор очень ценный металл, и наши прииски были уже опустошены».
К числу причин, помешавших реализации замысла, исследователи относят не только работу над книгой «Одноэтажная Америка», отнявшей у соавторов много сил и времени, но и их осознание, что в третьей части главный герой уже не сможет играть роль великого комбинатора:

Он мог бы пройти по стране с граммофоном и мог бы иметь жену и любовницу, но это был бы Бендер, уже знакомый нам по «Двенадцати стульям»… Бендер в роли владельца миллиона должен был неминуемо встать на путь социальной мимикрии… Обаяние без денег превратилось бы в деньги без обаяния. Это также не могло удовлетворить сатириков.

## Запрет романа
В 1949—1956 годах «Золотой телёнок» был запрещён к печати. Идеологическая кампания, в ходе которой оба романа Ильфа и Петрова были признаны «пасквилянтскими и клеветническими», началась с постановления секретариата Союза писателей СССР от 15 ноября 1948 года; в документе отмечалось, что выход в свет очередной книги соавторов тиражом 75 000 экземпляров является «грубой политической ошибкой». Секретариат объявил выговор редакторам издательства «Советский писатель» Евгении Ковальчик и Анатолию Тарасенкову, разрешившим выпуск «Двенадцати стульев» и «Золотого телёнка»; партийному критику Владимиру Ермилову было поручено подготовить для публикации в «Литературной газете» статью, «вскрывающую клеветнический характер книги Ильфа и Петрова».
Два дня спустя председатель правления Союза писателей Александр Фадеев направил текст этого постановления в секретариат ЦК ВКП(б). По мнению исследователей, это был вынужденный шаг со стороны «писательского руководства». В декабре того же года отдел пропаганды и агитации Центрального комитета подготовил записку, в которой указывалось, что «аферист Бендер» изображён в произведениях Ильфа и Петрова «наиболее яркими красками»; в качестве доказательства антисоветской направленности «Золотого телёнка» была воспроизведена цитата из главы о чистке в «Геркулесе»: «Вот наделали делов эти бандиты Маркс и Энгельс». Составители записки — политический деятель Дмитрий Шепилов и литературовед Фёдор Головенченко — отметили, что редакторы не сопроводили книгу критическими комментариями, а в биографической справке «без всяких оговорок» назвали романы соавторов «любимыми произведениями» читателей СССР.
В том же документе подчёркивалось, что издательство при подготовке юбилейной серии книг, посвящённых 30-летию советской власти, допустило и другие «грубые ошибки»: в частности, напечатало сборник стихотворений Бориса Пастернака, роман Юрия Тынянова «Смерть Вазир-Мухтара» и литературоведческие работы о творчестве Достоевского. Итогом кампании стало освобождение директора «Советского писателя» Г. А. Ярцева от своих обязанностей; Александр Фадеев за «неудовлетворительный контроль» получил взыскание.

Характеристика, что дал романам Секретариат ССП, была по сути приговором: «идеологической диверсией» такого масштаба далее надлежало бы заниматься следователям Министерства государственной безопасности, после чего виновные перешли бы в ведение ГУЛАГа. Однако в силу понятных обстоятельств вопрос об ответственности авторов дилогии не ставился: туберкулёз свёл Ильфа в могилу ещё весной 1937 года, а Петров, будучи военным корреспондентом, погиб летом 1942-го.

## Цензурные искажения
В советское время роман подвергался цензурной правке. Полная версия «Золотого телёнка», вышедшая в 1994 году, позволила читателям познакомиться с фрагментами, изъятыми из текста в разные годы. Так, в первой главе, рассказывающей об известных пешеходах, из списка были исключены Пушкин, Вольтер и Мейерхольд. В авторском варианте кооперативный сад, в котором решили пообедать Бендер и Балаганов, именовался «Искрой»; при редактировании название заведения оказалось вычеркнутым. В довоенном издании упоминалось, что Паниковскому при делёжке участков досталась Республика немцев Поволжья; позже, по словам Юрия Щеглова, «этнографическое разнообразие было урезано по политическим соображениям»; там же была вычеркнута фраза: «Отряды мифических родственников усердно разрабатывают природные богатства страны: добросердечие, раболепство и низкопоклонничество»
.
Из главы «Обыкновенный чемоданишко», повествующей о том, какие мошеннические схемы использовал Корейко, редакторы исключили фразу: «Дело его затерялось, и молодой человек был выпущен только потому, что никто не знал, в чём он обвиняется». В девятой главе изначально присутствовала реплика подвергшегося чистке Побирухина: «Вот наделали делов эти бандиты Маркс и Энгельс»; «цензорские ножницы» вырезали слово бандиты. Удалению подверглась характеристика, данная Васисуалием Лоханкиным второму мужу Варвары — «этот ничтожный Птибурдуков». Разговор Остапа с пришедшим в «Рога и копыта» Фунтом завершался уведомлением великого комбинатора, которое также не вошло в советские издания: «Завтра с утра приходите на работу, только не опаздывайте, у нас строго. Это вам не „Интенсивник“ и не „Трудовой кедр“». Изменённым оказалось и последнее слово романа: по замыслу Ильфа и Петрова, Бендер, возвращаясь на советский берег, произносил: «Придётся переквалифицироваться в дворники!»

## Экранизации
Режиссёры и сценаристы достаточно долго, несмотря на явную «киногеничность» «Золотого телёнка», оставляли книгу Ильфа и Петрова вне сферы своего внимания. Одной из причин, препятствовавших экранизации, были, по мнению литератора Бориса Рогинского, жёсткие цензурные ограничения, которые неминуемо задели бы любую киноверсию «самого смелого из разрешённых произведений». Ситуация начала меняться в 1960-х годах, когда к постановке первого фильма по книге Ильфа и Петрова приступил Михаил Швейцер. В течение нескольких следующих десятилетий список картин, снятых по мотивам романа, пополнился работами Василия Пичула, Ульяны Шилкиной и других режиссёров.
| Год  | Страна          | Название                                             | Режиссёр       | Остап Бендер   |
| ---- | --------------- | ---------------------------------------------------- | -------------- | -------------- |
| 1968 | СССР            | Золотой телёнок                                      | Михаил Швейцер | Сергей Юрский  |
| 1969 | Чехословакия    | Командовать парадом буду я (чеш. Prehlídce velim já) | Ярослав Мах    | Карел Хёгер    |
| 1974 | Венгрия         | Золотой телёнок (венг. Aranyborjú)                   | Миклош Синетар | Иван Дарваш    |
| 1993 | Россия, Франция | Мечты идиота                                         | Василий Пичул  | Сергей Крылов  |
| 2006 | Россия          | Золотой телёнок                                      | Ульяна Шилкина | Олег Меньшиков |

Чёрно-белая лента Михаила Швейцера тщательно изучалась киноведами и кинокритиками. Фильм, черноморские эпизоды которого снимали в Одессе, а арбатовские — в городе Юрьеве-Польском Владимирской области, представляет собой «ностальгическую стилизацию», возвращающую зрителей к 1930-м годам. Стремясь максимально приблизить действие ко времени, описываемому в романе, Швейцер включил в картину закадровую музыку из немого кинематографа, элементы пантомимы, а также «цитаты из Эйзенштейна». Чёрно-белые кадры, с одной стороны, создали отстранённо-ироничное настроение, с другой — лишили ленту тех красок, которыми насыщен роман: «Ни зелёный и ярко-жёлтый окрас „Антилопы-Гну“, ни серые „сиротские брюки“ Корейко, ни восход над переночевавшими в степи жуликами, ни яства на пиру в пустыне, ни раскалённая голубизна среднеазиатского кладбища — ничто из этого не попало в фильм». Наиболее убедительные эпизоды, по словам Рогинского, связаны с Турксибом:

Никогда не забыть вихри кочевников вокруг железной дороги под звуки духового оркестра, не забыть дыры в одеяле Корейко (вот, наконец, крупный план), не забыть ветер от винтов самолёта, сбивающий Бендера и Корейко с ног, не забыть мелодию, на которую Бендер поёт в поезде «У Петра Великого близких нету никого», не забыть букет стаканов чая, неожиданно принесённых проводником, не забыть листьев, падающих на старую «Антилопу».
Отдельных оценок кинокритиков удостоились актёры, участвовавшие в фильме. Так, Бендеру в исполнении Сергея Юрского присущи ироничность, философичность и демонизм; ближе к финалу игра актёра и его персонажа исчезают — Остап «становится абсолютно настоящим». Паниковский (Зиновий Гердт) — это некий двойник великого комбинатора, который напоминает Чарли Чаплина и в то же время — Осипа Мандельштама; актёр создал на экране образ «жулика-поэта», похожего на осмелевшего героя гоголевской «Шинели» Акакия Акакиевича Башмачкина. Киновед Р. Соболев особо выделил Шуру Балаганова (Леонид Куравлёв) как героя, образ которого практически совпадает с романным: он нелеп, добр и смешон одновременно.
Фильм Василия Пичула «Мечты идиота» получил более сдержанные отзывы: оценив профессионализм режиссёра, критики признали, что его картина, тем не менее, лишена той «ауры „южной школы“, ауры одесского топоса и логоса», которые присутствуют в ленте Швейцера. Телеверсия Ульяны Шилкиной, в которой роль Остапа Бендера сыграл Олег Меньшиков, вызвала ещё более резкие отклики: так, киновед Юрий Богомолов назвал поставленный ею сериал по мотивам «Золотого телёнка» «спекуляцией и на всенародной любви к роману, и на поклонении его герою».

## Использование в искусстве
В 1984 году, по мотивам романа, Тихон Хренников написал двухактную оперу «Золотой телёнок».

## Комментарии
1. ↑  В тексте романа упоминается, что «Лоханкин даже не замечал, что говорит пятистопным ямбом». В то же время, по замечанию текстолога Ю. Щеглова, некоторые ямбы персонажа — шестистопные. Текстолог указывает, что «перебой пятистопного ямба отдельными шестистопными стихами» является известной чертой поэзии[51].